# 名和古墳群
名和古墳群（なわこふんぐん）は、愛知県東海市名和町字三ツ屋にある古墳群である。「三ツ屋古墳群（みつやこふんぐん）」ともいう。標高約10メートルの小丘陵上にあって、3基の墳丘（1号墳、2号墳、3号墳）で構成され、その築造時期は古墳時代後期に相当する6世紀頃とみられる。「名和古墳群」として、東海市指定史跡となっている。

## 概要

### 1号墳
1号墳は直径20メートル、高さ2.5メートルの円墳で、内部に7段から8段の平石が積み上げられた横穴式石室を持つ。1895年（明治28年）8月、耕作を行っていた土地所有者が石郭を掘り当て、土器・刀剣とおぼしき遺物を発見、いったん掘り出したものの歴史的墳墓であることに気づいたために旧に復したという。このニュースは当時の話題をさらい、「石のオカルトサン」と呼ばれて参拝者であふれるほどであったが、やがて卑近にある氷上姉子神社（現名古屋市緑区大高町字火上山）との古代の関連が指摘されるようになり、熱田神宮（愛知県名古屋市熱田区神宮）が社地として購入、石垣・玉垣の敷設や「火上姉子神社附属地　名和古墳」と刻まれた石碑の建碑などによって境内地の様相が整えられた。2021年（令和3年）現在も氷上姉子神社の所有地である。
副葬品としては、発見当初、1尺（約30.3センチメートル）以上ある高坏、人骨が納められた蓋付きの壺といった土器が出土したという。1953年（昭和28年）に上野町立上野中学校（現東海市立上野中学校）によって行われた発掘調査では、須恵器（坏、壺、器台）、鉄鏃などが見つかっている。

### 2号墳
2号墳は1号墳の北東約30メートルにある。東側の墳土が破壊されて原型をとどめていないが、樫の木が立つ墳丘頂上の1.5メートル下に石室があるとされる。

### 3号墳
3号墳は2号墳からさに南東約40メートルにあり、「タワケ塚」という異名を持ち、古墳ではないともいわれる。